# ハロルド・スパックマン
ハロルド・スパックマン（Harold Charles Spackman、1898年 - 没年不詳）は、英国国教会のイギリス人聖職者、教育者。聖公会の宣教師、立教大学元教授、立教大学図書館元館長、聖公会神学院元教授。日本で図書館学を講じた先駆者。立教大学ア式蹴球部（現・サッカー部）の初代部長としてスポーツの振興にも務めた。

## 人物・経歴
1898年 、英国生まれ。1910年、ケンブリッジ大学を卒業。
1914年に来日。聖公会の司祭として聖公会神学院で教授を務める。神学院では図書館の運営も任されていたとされる。
1920年、前年に池袋キャンパスの落成式を迎えたばかりの立教大学の教授となり、新図書館の初代館長に就任。スパックマンは館長として旧来の分類表を改めてアメリカ図書館学が開発したデューイ分類表（DDC）を採用するとともに、聖公会の慈善組織である「ペリオディカル・クラブ」に働きかけて蔵書の充実を図るなど精力的に活動した。立教学院史資料センターが所蔵する『スパックマン文書』には、当時スパックマンが米国に宛てた図書寄贈依頼状や礼状などが多く残されている。
1922年、立教大学ア式蹴球部（現・サッカー部）が設立されると、初代部長に就任。また、ゴルフも好きなスポーツマンであったスパックマンは、愛煙家でもあり、日本郵便切手の熱心な収集家でもあった。
1923年、関東大震災により築地の立教施設は火災で焼失し、中学校が池袋へ移転することになるが、池袋キャンパスでもモリス館や図書館も多大な被害が生じる。図書館はメーザー家の支援により設置された施設であったが、震災後も再びメーザー家の寄付による資金で修復、改修された。その際の記念プレートが、メーザーライブラリー記念館の階段踊り場に現存している。
スパックマンはアメリカで20世紀初頭に発達した「図書館学」に通じており、立教大学で日本の他大学に先んじて図書館学を開講した。
1929年、当時の日本国内には文部省図書館講習所しか図書館員の養成機関は存在していなかったが、スパックマンは立教大学への図書館学科の設置を提案し、米国から教授を招聘する計画もあったとされる（戦後になって1950年に図書館法が定められ、日本にも司書課程が設けられるようになるが、立教大学では1967年に司書課程が設置された）。
1939年に第2次世界大戦が始まり、母国イギリスも空襲に遭う中、夫人とともに帰国する。スパックマンは1939年まで、歴代図書館館長としては最も長い19年間を立教大学に奉職した。退職後には名誉図書館長の称号が授与された。館長在職中の1930年以降、武藤重勝がスパックマンの下で図書館職員として勤務した。
1941年には、ノーマン・ビンステッド主教によって宣教師たちの日本からフィリピンへの異動が任命され、スパックマンはセント・メアリ―＆セント・ジョン大聖堂の牧師代理に就任することとなった。
戦後、フィリピンのマニラにあるアンデレ神学校の教授を務め、1951年（昭和26年）に定年となり、イギリスへ帰国する。アメリカ経由で帰国途中、立教大学にも立ち寄り、池袋キャンパスのチャペルで朝の説教を行い、かつて暮らした職員住宅でも茶会を楽しむなど、旧友たちとの昔話に花を咲かせた。